# Дејвид Томпсон
Дејвид О’Нил Томпсон (енгл. David O'Neil Thompson; Шелби, Северна Каролина, САД 13. јул 1954) је бивши амерички кошаркаш и тренер. Играо на позицији бека.  Играо је за Денвер нагетсе у обе лиге, Америчкој кошаркашкој асоцијацијији (АБА) и Националној кошаркашкој асоцијацији (НБА), као и за Сијетл суперсониксе у НБА. Претходно је био играчка звезда на Универзитету Северне Каролине, предводећи Волфпаксе до њиховог првог НЦАА шампионата 1974. године. Томпсон је један од осам играча који су постигли 70. или више поена на једној НБА утакмици. Уврштен је у Нејсмит кошаркашку кућу славних 1996. године.
Томпсон је био познат по својој изузетној способности скакања која му је омогућила да постане један од најбољих закуцавача у игри 1970-их и донела му надимак „Скајвокер”. Мајкл Џордан је рекао: „Цело значење вертикалног скока почело је са Дејвидом Томпсоном.“  Бил Волтон је описао Томпсона као „Мајкл Џордан, Коби Брајант, Трејси Мекгрејди и Леброн Џејмс спојени у једно“.

## Средњошколска каријера
Томпсон је похађао средњу школу Крест у Шелбоју и четири године је играо за свој школски кошаркашки тим Варсити. Учествовао је на кошаркашкој утакмици свих звезда Исток-Запад Удружења тренера Северне Каролине 1971. године. Томпсон је први рођак кошаркаша и кошаркашког функционера/тренера Алвина Џентрија, обојица су одрасли у Шелбију у Северној Каролини.

## Колеџ
Томпсон је, 1973. године, предводио Државни универзитет Северне Каролине до сезоне без пораза (27 : 0), али је „Вулфпаксима” те године забрањено да игра после сезоне због кршења НЦАА правила која су укључивала регрутовање Томпсона. Следеће сезоне Томпсон је водио Вулфпаксе са односом победа и пораза 30 : 1 и до шампионата НЦАА мушке дивизије I у кошарци 1974. године. У полуфиналној утакмици НЦСУ је победио актуелног националног шампиона, УКЛА, у двоструком продужетку. У првенственој утакмици су лако победили другог ривала Маркете са 76 : 64. Томпсон је добио надимак "Скивалкер" због његовог невероватног вертикалног скока. Алеј-ап пас, који је сада главни део данашње игре изнад рима, "измислили" су Томпсон и његов саиграч из НЦ Стејта, Монте Тоув, а први је користио као саставни део офанзивне игре тренер НЦ Стејта Норм Слоун да искористи Томпсонову способност скакања.
Томпсон је играо кошарку док је закуцавање било забрањено од 1967. до 1977. по правилу „Љу Алсиндора“. Године 1975, играјући своју последњу домаћу утакмицу за НЦ Стејт против УНЦ-Шарлота, крајем другог полувремена, Томпсон је на одмету добио дуг пас од саиграча, што је резултирало првим и јединим закуцавањем у његовој универзитетској каријери, тај кођ је одмах поништен и резултирао техничком грешком.
Томпсонов број 44. остаје једини број који је школа пензионисала у мушкој кошарци.
| Сезона   | Поени/Ут | Скокови/Ут | Однос % |
| -------- | -------- | ---------- | ------- |
| 1972/73. | 24,7     | 8,1        | ,569    |
| 1973/74. | 26,0     | 7,9        | ,547    |
| 1974/75. | 29,9     | 8,2        | ,546    |

## Професионална каријера
Томпсон је био први избор на драфту и Америчке кошаркашке асоцијације (АВА) (Виргинија сквајерси)  и Националне кошаркашке асоцијације (НБА) (Атланта хокси) на драфтовима обе лиге 1975. године. На крају је потписао за АБА Денвер нагетсе. Завршио је као другопласирани  на првом такмичењу у закуцавању, одржаном на АБА ол-стар утакмици 1976. години у Денверу, завршио је као други иза Џулијус Ирвинга, али је проглашен за МВП-а АБА ол-стар утакмице.
Те сезоне, Нагетси су завршили сезону са резултатским скором од  60 : 24 и победили су Кентаки колонелсе у серији од седам утакмица да би се пласирали у АБА финале 1976. У финалу, Нагетси су се суочили са Ирвингом и Њујорк нетсима, а Томпсон је у просеку постизао 28,3 поена и имао 6,3 скока по утакмици у поразу у серији 4 : 2, укључујући и његов скор од 42. поена да предводи све стрелце у тесаном поразу у 6. утакмици 112 : 106. Након завршетка сезоне, Томпсон је добио награду АБА новајлија године 1976. Када је Алван Адамс примио награду за НБА почетника године 1976, захвалио је Дејвиду Томпсону што је изабрао да игра у АБА лиги.
Само неколико месеци касније, две највеће кошаркашке лиге у Сједињеним Државама, АБА и НБА, су се спојиле у једну јединствену лигу, а Томпсон је наставио да игра у Нагетсима. Четири пута је учествовао на НБА ол-стар утакмици. Томпсон је 9. априла 1978. године, последњег дана регуларне сезоне те године, постигао рекордних 73. поена против Детроит пистонса у покушају да освоји НБА титулу најбољег стрелва, коју је изгубио у процентима од Џорџа Гервина из Сан Антонио спарса, који је постигао 63. поена у утакмици одиграној касније истог дана.
После сезоне 1977/78, Томпсон је потписао тада рекордни продужетак уговора који му је исплатио 4 милиона долара током пет година. Након што је због повреде стопала пропустио последњих 36 утакмица сезоне 1979/80, вратио се на просечно 25,5 поена у 77 утакмица следеће године. Међутим, након што је пао на 14,9 поена у сезони 1981/82, Нагетси су га мењали у Сијетл суперсониксе 17. јуна 1982. за Била Хензлика и избор на драфту.
Томпсон је доживео донекле оживљавање каријере током своје прве године у Сијетлу, одигравши Ол-стар утакмицу за сезону 1982/83.  након просечних 15,9 поена, 3,6 скокова и 3 асистенције, што је био релативно низак зброј у поређењу са статистиком из његовог врхунца у Денверу. Током плеј-офа те године, у свом последњем постсезонском наступу, Томпсон је просечно постизао само 12 поена у серији од две утакмице пораза од Портланд трејлблејзерса. Следеће године, Томпсон је пропустио скоро целу сезону 1983/84. због рехабилитације од дроге. Након његовог повратка, Соникси су му дали слободно на преосталих деветнаест утакмица у сезони 1983/84, у којој је просечно бележио најнижи ниво у каријери од 12,6 поена пре него што га је повреда колена оставила ван терена 1984. приморала га да се повуче.

## Зависност од дроге
Томпсонови проблеми са злоупотребом супстанци почели су због осећаја „усамљености и изолације“ након повреде стопала у сезони 1979/80. Проблеми са дрогом су први пут постали јавни након његове несталне дебитантске сезоне у Сијетлу, након чега се пријавио у рехабилитациону установу у Денверу 1983. године. Повреда колена због које је завршио каријеру 1984. године била је последица тога што је гурнут низ степениште током туче у „Студију 54”, а касније је урачунат у његов неуспели покушај 1985. са Индијана пејсерсима, након чега је те ноћи ухапшен због „јавног алкохолизма”. До 1986. године, Томпсон је наводно трошио 1.000 долара дневно на кокаин, због чега се те године пријавио на рехабилитацију у Киркланду у Вашингтону. Након што је 1987. осуђен на 180 дана затвора због напада на своју жену, Томпсон је постао посвећен хришћанин и реорганизовао свој живот.

### Регуларна сезона
| Подебљано | Означава најбоље у каријери |

| Сезона   | Екипа        | УИ  | УС | Мин  | Поена | Ско | Асис | Укр | Блок | ПК % |
| -------- | ------------ | --- | -- | ---- | ----- | --- | ---- | --- | ---- | ---- |
| 1975/76. | Денвер (АБА) | 83  | —  | 37,4 | 26,0  | 6,3 | 3,7  | 1,6 | 1,2  | ,515 |
| 1976/77. | Денвер (НБА) | 82  | —  | 36,6 | 25,9  | 4,1 | 4,1  | 1,4 | 0,6  | ,507 |
| 1977/78. | Денвер       | 80  | —  | 37,8 | 27,2  | 4,9 | 4,5  | 1,2 | 1,2  | ,521 |
| 1978/79. | Денвер       | 76  | —  | 35,1 | 24,0  | 3,6 | 3,0  | 0,9 | 1,1  | ,512 |
| 1979/80. | Денвер       | 39  | —  | 31,8 | 21,5  | 4,5 | 3,2  | 1,0 | 1,0  | ,468 |
| 1980/81. | Денвер       | 77  | —  | 34,0 | 25,5  | 3.7 | 3,0  | 0,7 | 0,8  | ,506 |
| 1981/82. | Денвер       | 61  | 5  | 34,0 | 14,9  | 2,4 | 1,9  | 0,6 | 0,5  | ,486 |
| 1982/83. | Сијетл       | 75  | 64 | 20,4 | 15,9  | 3,6 | 3,0  | 0,6 | 0,4  | ,481 |
| 1983/84. | Сијетл       | 19  | 0  | 28,7 | 12,6  | 2,3 | 0,7  | 0,5 | 0,7  | ,539 |
| Укупно   | Укупно       | 592 | 69 | 32,8 | 22,7  | 4,1 | 3,3  | 1,0 | 0,9  | ,505 |

### Плеј−оф
| Сезона | Екипа        | УИ | УС   | Поена | Ско | Асис | Укр | Блок | ПК % |
| ------ | ------------ | -- | ---- | ----- | --- | ---- | --- | ---- | ---- |
| 1976.  | Денвер (АБА) | 13 | 39,1 | 26,4  | 6,4 | 3,0  | 1,2 | 0,4  | ,536 |
| 1977.  | Денвер (НБА) | 6  | 39,5 | 24,7  | 5.2 | 4,0  | 1,5 | 0,7  | ,463 |
| 1978.  | Денвер       | 13 | 37,0 | 25,2  | 4,1 | 4,0  | 0,7 | 1,6  | ,450 |
| 1979.  | Денвер       | 3  | 40,7 | 28,0  | 7,0 | 4,0  | 1,3 | 0,3  | ,551 |
| 1982.  | Денвер       | 3  | 22,0 | 11,7  | 3,3 | 2,0  | 0,3 | 0,0  | ,455 |
| 1983.  | Сијетл       | 2  | 32,5 | 12,0  | 0,0 | 3,5  | 0,5 | 0,5  | ,360 |
| Укупно | Укупно       | 40 | 37,0 | 24,1  | 5,0 | 3,5  | 1,0 | 0,8  | ,485 |